# 杉山力裕
杉山 力裕（すぎやま りきひろ、1987年5月1日 - ）は、静岡県静岡市出身の元プロサッカー選手。ポジションはゴールキーパー（GK）。

## 経歴

### プロ入り前
静岡に生まれ、両親の名前から1文字ずつ取って命名された。3歳の時に父親が亡くなり、以後は母親に育てられた。小学生時代は麻機サッカースポーツ少年団に所属していた。この頃の憧れの選手は地元清水エスパルス所属のシジマール・アントニオ・マルチンスで、自宅にポスターを貼っていた他、髪型までまねたと語っている。キューズフットボールクラブを経て2003年に静岡学園高等学校に入学、3年時には主将も務めた。

### 川崎フロンターレ
2005年に川崎フロンターレへ入団。入団から数年は控えとしての日々が続いていたが、2009年9月3日にナビスコカップ準決勝の横浜F・マリノス戦で正GKの川島永嗣が日本代表の遠征で不在だったこともあり公式戦デビューを果たした。W杯後に川島が移籍した後は相澤貴志が正GKを務めていたが、2010年11月14日の鹿島アントラーズ戦で相澤の負傷を受けて途中出場し、リーグ戦初出場を果たした。しかし、交代直後に失点して敗れるというほろ苦いデビューとなった。
2011年は自身初の開幕スタメンを掴んだが、4月29日の名古屋グランパス戦で負傷。右手中指の骨折で全治8週間と診断され、その間に相澤にポジションを奪われた（なおその後相澤も故障）。復帰後も暫くは相澤の控えだったが、チームは夏場に8連敗を喫して急失速。その時に再び先発で起用されるようになって以降ゴールを守り続け、自己最多の13試合に出場した。相澤が退団した2012年より背番号を1に変更した。しかし開幕スタメンは移籍加入したベテランの西部洋平に譲り、さらに練習中に左ハムストリングの肉離れを起こしてしまい2年連続での離脱となってしまった。2013年、2014年シーズンはともに西部からスタメンの座を奪いきれずにいた。

### 清水エスパルス
2015年シーズン、清水へ完全移籍。開幕戦こそ櫛引政敏にスタメンの座を譲るも、櫛引とのスタメン争いを制し2ndステージでは、第1節を除く全試合でスタメン出場しキャリアハイとなる24試合に出場した。翌年に清水はJ2に降格したが、自身も引き続き清水に残留し20試合にスタメン出場した。しかし8月以降は植草裕樹に正GKのポジションを奪われ、自身は11月3日の京都戦で後半からの途中出場のみに留まった。

### アビスパ福岡
2017年シーズン、アビスパ福岡へ完全移籍。6月3日の讃岐戦で怪我をし約2ヶ月間休養するも、主力GKとして32試合に出場（J1昇格プレーオフ2戦も含む）。しかし2018年では圍謙太朗（セレッソ大阪から期限付き移籍）の台頭もありリーグ戦での出場は16試合に、2019年では新加入のセランテスに完全の正GKの座を奪われ、出場した試合は11月24日のJ2最終戦のみとなった。
2020年も福岡との契約を延長したが、セランテスに加えてレノファ山口FCから村上昌謙が加入。2人が激しいポジション争いを続ける中で自身はベンチ入りすら厳しくなり、8月15日の松本山雅FC戦で9か月ぶりにスタメン出場を果たしたものの、先発出場1試合と途中出場1試合の合計2試合に留まった。
セランテスの移籍した2021シーズンは、村上が守護神に定着。加えてセレッソ大阪から若手の永石拓海が加入したこともあって、引き続きベンチにも入れない日々が続いた。
2022年10月22日、このシーズンをもって現役を引退することが発表された。

## 所属クラブ
- - 1999年 麻機SSS
- 2000年 - 2002年 キューズFC
- 2003年 - 2005年 静岡学園高等学校
- 2006年 - 2014年  川崎フロンターレ
- 2015年 - 2016年  清水エスパルス
- 2017年 - 2022年  アビスパ福岡

## 個人成績
| 国内大会個人成績 | 国内大会個人成績 | 国内大会個人成績 | 国内大会個人成績 | 国内大会個人成績 | 国内大会個人成績 | 国内大会個人成績 | 国内大会個人成績 | 国内大会個人成績 | 国内大会個人成績 | 国内大会個人成績 | 国内大会個人成績 |
| 年度             | クラブ           | 背番号           | リーグ           | リーグ戦         | リーグ戦         | リーグ杯         | リーグ杯         | オープン杯       | オープン杯       | 期間通算         | 期間通算         |
| 年度             | クラブ           | 背番号           | リーグ           | 出場             | 得点             | 出場             | 得点             | 出場             | 得点             | 出場             | 得点             |
| 日本             | 日本             | 日本             | 日本             | リーグ戦         | リーグ戦         | リーグ杯         | リーグ杯         | 天皇杯           | 天皇杯           | 期間通算         | 期間通算         |
| ---------------- | ---------------- | ---------------- | ---------------- | ---------------- | ---------------- | ---------------- | ---------------- | ---------------- | ---------------- | ---------------- | ---------------- |
| 2006             | 川崎             | 28               | J1               | 0                | 0                | 0                | 0                | 0                | 0                | 0                | 0                |
| 2007             | 川崎             | 28               | J1               | 0                | 0                | 0                | 0                | 0                | 0                | 0                | 0                |
| 2008             | 川崎             | 28               | J1               | 0                | 0                | 0                | 0                | 0                | 0                | 0                | 0                |
| 2009             | 川崎             | 28               | J1               | 0                | 0                | 2                | 0                | 3                | 0                | 5                | 0                |
| 2010             | 川崎             | 28               | J1               | 1                | 0                | 0                | 0                | 0                | 0                | 1                | 0                |
| 2011             | 川崎             | 28               | J1               | 13               | 0                | 2                | 0                | 3                | 0                | 18               | 0                |
| 2012             | 川崎             | 1                | J1               | 5                | 0                | 1                | 0                | 2                | 0                | 8                | 0                |
| 2013             | 川崎             | 1                | J1               | 11               | 0                | 7                | 0                | 2                | 0                | 20               | 0                |
| 2014             | 川崎             | 1                | J1               | 14               | 0                | 3                | 0                | 1                | 0                | 18               | 0                |
| 2015             | 清水             | 21               | J1               | 24               | 0                | 3                | 0                | 0                | 0                | 27               | 0                |
| 2016             | 清水             | 13               | J2               | 20               | 0                | -                | -                | 0                | 0                | 20               | 0                |
| 2017             | 福岡             | 23               | J2               | 30               | 0                | -                | -                | 0                | 0                | 30               | 0                |
| 2018             | 福岡             | 23               | J2               | 16               | 0                | -                | -                | 1                | 0                | 17               | 0                |
| 2019             | 福岡             | 23               | J2               | 1                | 0                | -                | -                | 0                | 0                | 1                | 0                |
| 2020             | 福岡             | 23               | J2               | 2                | 0                | -                | -                | -                | -                | 2                | 0                |
| 2021             | 福岡             | 23               | J1               | 1                | 0                | 1                | 0                | 0                | 0                | 2                | 0                |
| 2022             | 福岡             | 23               | J1               | 0                | 0                | 0                | 0                | 0                | 0                | 0                | 0                |
| 通算             | 日本             | 日本             | J1               | 69               | 0                | 19               | 0                | 11               | 0                | 99               | 0                |
| 通算             | 日本             | 日本             | J2               | 69               | 0                | -                | -                | 1                | 0                | 70               | 0                |
| 総通算           | 総通算           | 総通算           | 総通算           | 138              | 0                | 19               | 0                | 12               | 0                | 169              | 0                |

その他の公式戦
- 2017年
  - J1昇格プレーオフ 2試合0得点

| 国際大会個人成績 | 国際大会個人成績 | 国際大会個人成績 | 国際大会個人成績 | 国際大会個人成績 |
| 年度             | クラブ           | 背番号           | 出場             | 得点             |
| AFC              | AFC              | AFC              | ACL              | ACL              |
| ---------------- | ---------------- | ---------------- | ---------------- | ---------------- |
| 2007             | 川崎             | 28               | 0                | 0                |
| 2009             | 川崎             | 28               | 0                | 0                |
| 2010             | 川崎             | 28               | 0                | 0                |
| 2014             | 川崎             | 1                | 0                | 0                |
| 通算             | AFC              | AFC              | 0                | 0                |

## 代表歴
- 2003年 U-16日本代表

- 2006年 U-19日本代表
  - SBSカップ 国際ユースサッカー